# Catherine Léger
Catherine Léger est une auteure québécoise née en 1980. 
Elle est dramaturge pour le théâtre ainsi que scénariste pour la télévision et le cinéma.

## Biographie

### Débuts et formation
Ayant toujours été passionnée par l'écriture, son intérêt pour le théâtre est venu après avoir participé au concours du Théâtre Catapulte, à Ottawa (Canada) en 1997, avec sa pièce La Petite Mort. Le Théâtre Catapulte, ayant pour mission de promouvoir des œuvres actuelles et engagées en mettant de l'avant les créations de jeunes auteurs, a été pour elle un tremplin vers l'École nationale de théâtre du Canada. Elle obtient en 2005 son diplôme de l'École nationale de théâtre en écriture dramatique.

### Parcours professionnel

#### Au théâtre
La majorité des textes de Catherine Léger ont été mis en lecture publique avant leur publication.
En 2006, un an après l'obtention de son diplôme, elle présente la pièce Voiture américaine en lecture publique par le Centre des auteurs dramatiques (CEAD). Avec la première lecture de cette pièce, elle remporte le prix Gratien-Gélinas la même année.
Elle écrit en 2008 Opium_37 avec la collaboration d'Eric Jean, suivie de Princesses qui est mise en lecture pour la première fois au Festival du Jamais Lu de 2008 par Diane Pavlovic.
En 2010, elle fonde le Théâtre Catfight. L'entreprise vise à peindre un tableau du monde d'aujourd'hui en créant des productions mettant en lumière des personnages féminins perturbants et inédits. La même année, la dramaturge signe la courte pièce Perdus, Lost ainsi que la courte pièce Catfight.
En 2013, elle écrit un essai, Plotte à tire, dans le cadre du cabaret Jusqu'où te mènera ta langue ? produit par le Festival du Jamais Lu. Durant la même année et encore pour le Festival du Jamais Lu, elle participe à 26 lettres : l'abécédaire des mots en perte de sens.
Elle écrit J'ai perdu mon mari en 2014 . En 2015, elle rédige un court texte pour l’événement S'appartenir(e) produit par le Jamais Lu.
Elle participe en 2016 au Festival de Dramaturgies en Dialogue et présente sa pièce Filles en liberté. C'est également en 2016 qu'Isabelle Brouillette se joint à la co-direction artistique du Théâtre Catfight. La même année, la pièce Baby-Sitter est mise en lecture par Philippe Lambert au Festival du Jamais Lu.
Depuis déjà un certain temps[évasif], elle est en résidence d'écriture au Théâtre La Licorne, dont la visée est de mettre en valeur les auteurs et auteures portant dans leur création une vision du monde honnête et évolutive.

#### Au cinéma
En 2018, Catherine Léger signe la scénarisation du film québécois Charlotte a du fun (Slut in a Good Way en anglais) réalisé par Sophie Lorain. Le long métrage de 89 minutes portant sur la découverte de la sexualité à l'adolescence parait lors de la même période que le mouvement MeToo ; il est bien reçu par la critique au Québec et aux États-Unis. Sur le site Rotten Tomatoes, les auditeurs donnent un note de 86% au long métrage.
Elle est scénariste et productrice du film québécois Deux Femmes en or (2025) de Chloé Robichaud.

## Regards sur l'œuvre

### L'œuvre dramaturgique de Catherine Léger
Les pièces de la dramaturge sont souvent décrites comme s'inscrivant dans un genre humoristique noir. On dit de l'auteure qu'elle amène ces lecteurs, et le public qui assiste aux différentes mises en scène, à une réflexion sociale face à des personnages féminins et masculins stéréotypés. Souvent considérée comme étant une dramaturge de nature féministe, certains la définissent comme une féministe du genre « punk », et non-traditionnelle. Dans le même sens, d'autres considèrent la possibilité que l'écriture de la dramaturge entre dans un genre de féminisme futuriste. Catherine Léger est connue pour remettre en question des concepts et des idées faisant partie de la société québécoise. L'auteure a la particularité de créer des personnages féminins contradictoires étant féministes, sans le savoir ou sans l'être réellement.
Selon la dramaturge, le fait d'écrire lui permet de sortir de la confusion, d'établir un portrait ainsi que d'essayer de mieux vivre. De plus, elle affirme écrire, la plupart du temps, des comédies, mais également des drames. Selon Catherine Léger, la comédie est un outil pour aborder n'importe quel sujet. L'auteure décrit sa pensée dramaturgique « Je suis une chialeuse. Une gauchiste pleine de paradoxes. Une mauvaise féministe. J'aimerais ça, être une bonne féministe. Une féministe inclusive, humaniste, conciliante, généreuse, à l'écoute. Une féministe qui croit au féminisme parce qu'il aiderait à faire du monde un endroit meilleur. Mais, pour être franche, je suis juste écœurée du paternalisme et de l'industrie aliénante de la féminité. Si j'exprimais tout ce qui m'habite seulement en écrivant du drame (parce que j'écris du drame, des fois), ce serait d'un ennui mortel. De mauvaise foi. Bêtement revendicateur. Ark.».

### Analyses de ses principales œuvres dramatiques

#### Voiture américaine

##### Écriture et publication
Voiture américaine est la pièce qui marque la fin des études de Catherine Léger. La première version de la pièce a d'ailleurs été écrite au sein de l'École nationale de théâtre du Canada. Le texte est né de la volonté de l'auteure d'écrire une comédie noire mettant en évidence les rapports humains marqués par l'absence de biens matériels.
La pièce a été lue pour la première fois en 2006 en lecture publique par le CEAD à Montréal. À la suite de la première lecture de cette pièce, Catherine Léger remporte le prix Gratien-Gélinas, décerné pour avoir produit une pièce originale. Voiture américaine est par la suite relue en 2008 à Limoges. C'est finalement en 2015 que la version finale de l'œuvre est publiée par Leméac Éditeur, une maison d'édition qui met en valeur les voix émergentes d'auteurs qui s'affirment.

##### À la scène
Associant ludisme et engagement, la pièce a été mise en scène en 2015, à Montréal, par la compagnie Théâtre de la Banquette Arrière ainsi que par La Manufacture, au Théâtre La Licorne. La mise en scène a été assurée par Philippe Lambert,,

##### Résumé de la pièce
Dans une atmosphère post-apocalyptique, Victor, Garance, Jacot, Julie, Suzanne, Richard, Madame Grignon et Bathak cherchent ce sentiment d'«extase» qu'ils ont ressenti avant que cette « fin du monde » plutôt ordinaire ne survienne. Ils doivent survivre à la fin de la civilisation en réapprenant à vivre sans toutes les ressources qui sont nécessaires à la société d'aujourd'hui.

#### Opium_37

##### Écriture et publication
Le projet d'écriture d'Opium_37 prend ses origines d'Eric Jean, à l'École nationale de théâtre du Canada en 2003, dans le cadre d'un atelier d'interprétation dont il est le metteur en scène. L'exercice s'appelle  Paris, 6 avril 1933. Catherine Léger a travaillé sur la rédaction du texte en s'inspirant des créations d'Anaïs Nin, d'Henry Miller et d'Antonin Artaud. En 2007, Eric Jean souhaite reprendre l'idée en se basant sur certains des personnages de 2003 pour faire un spectacle au Théâtre de Quat'Sous. Les deux travaillent alors à la construction d'un concept inédit qui garde les personnages (Anaïs Nin, Antonin Artaud et June Miller), mais qui s'éloigne du propos de leur texte. L'inspiration d'Opium_37 s'inspire de l'œuvre d'Artaud ainsi que des journaux de Nin sans toutefois que la pièce soit historique ou biographique. En écrivant le texte, la volonté est de rendre un hommage humble aux artistes en réfléchissant sur ce qui est captivant dans leur texte : une grande liberté, une grande insatisfaction ainsi qu'une importante quête.
C'est en 2008 que la dramaturge termine l'écriture de cette pièce au concept élaboré en collaboration avec Eric Jean. En 2010, Leméac Éditeur publie la pièce Opium_37.

##### À la scène
La pièce est créée pour la scène en 2008 à Montréal, par le Théâtre de Quat'Sous et présentée à la salle 2 de l'Espace Go. La mise en scène a été faite par Eric Jean.

##### Résumé de la pièce
C'est la fin de la guerre de 1914 à 1918, à Paris dans un café, des marginaux emblématiques ainsi que d'autres personnages les entourant, se perdent dans l'alcool, l'art et l'érotisme. Dans l'entre-deux-guerres, en attente d'une autre catastrophe humaine mondiale, les personnages tentent d'échapper à leur vie mélancolique et cruelle en riant et en s'extasiant dans de confuses frénésies .

#### Princesses

##### Écriture et publication
Pour l'écriture de cette pièce, Catherine Léger s'est inspirée de son enfance marquée de ses jeux avec des poupées Barbie. Pour la dramaturge, ces jouets, Barbie ou princesses, représentent le modèle de la perfection. Selon elle, chaque femme aspire au prince charmant. Elle affirme avoir intérieurement une certaine culpabilité, puisqu'elle n'a pas réussi à devenir princesse, ni reine. À ce propos, elle écrit Princesses, en souhaitant observer la compétition entre trois sœurs se battant pour une couronne inexistante.
La pièce a été mise en lecture pour la première fois au Festival du Jamais Lu de 2008. C'est seulement en 2011 qu'elle est publiée par Leméac.

##### À la scène
Princesses, créée par le Théâtre Catfight en 2011, est portée à la scène par Diane Pavlovic à la salle Jean-Claude Germain du Théâtre d'Aujourd'hui.

##### Résumé
Trois sœurs, aux prises avec le mutisme de leur mère, retissent des liens avec leur profonde nature animale. Dans une compétition sexuelle et violente, elles en viennent à se pourchasser en plein Montréal. Sophie, Nina et BM, trois personnages féminins forts, avec des rêves et des envies de tout arracher, plongent dans l'hystérie.

#### Filles en liberté

##### Écriture et publication
Avec cette pièce, Catherine Léger a le souhait d'aborder l'absence de projet de société en confrontant deux générations ayant une vision du monde complètement différente. Elle souhaite aussi mettre en évidence l'hypocrisie se logeant dans la banalisation de la pornographie dans la société d'aujourd'hui. La dramaturge s'est aussi inspirée de son propre cheminement personnel pour construire le personnage principal.
Filles en libertés est lu en 2016 au Festival de Dramaturgies en Dialogue, et est publiée par Leméac en 2017.

##### À la scène
La pièce, produite à Montréal par le Théâtre PÀP en co-diffusion avec La Manufacture, a été mise à la scène par Patrice Dubois à La Licorne en 2017.

##### Résumé
Méli, Cynthia et Chris, trois jeunes adultes dans la vingtaine, ont le désir de réussir et sont prêtes à tout pour y parvenir. Pornographie équitable, « abortion doping » et séquelles d'un accident mortel les attendent dans leur grande plongée.

#### Baby-Sitter

##### Écriture et publication
La pièce Baby-Sitter est d'abord née du désir qu'a Catherine Léger de travailler avec la comédienne Isabelle Brouillette, ainsi que de l'envie qu'elle a de créer un spectacle produit par sa propre compagnie, le Théâtre Catfight. De plus, la dramaturge ressent le besoin de prendre la parole à Montréal à la suite de certains événements d'actualité survenus aux États-Unis. En effet, le phénomène s'est propagé jusqu'au Canada, et il renvoie à l'action, effectuée par un homme, de se mettre en face d'une caméra en direct, pendant qu'une journaliste fait un reportage, et de crier des propos vulgaires. Dans le cadre de Baby-Sitter, Catherine Léger se base sur le cas d'un travailleur d'Ontario qui s'est fait congédier à la suite d'une vidéo devenue virale, le montrant en train de tenir ce genre de discours à une journaliste,. La dramaturge s'intéresse aux réactions et aux questionnements de la société en ce qui a trait à cet événement, mais surtout aux commentaires en ligne, faits par des hommes, dénonçant de manière paternaliste la « blague ». Selon elle, le fait de condamner le geste, en rappelant aux femmes qu'elles ont toutes la crainte d'un jour se faire agresser sexuellement, est encore plus dérangeant que la blague elle-même. C'est à partir de ces réflexions qu'elle écrit Baby-Sitter.
La pièce a été mise en lecture pour la première fois par Philippe Lambert au Festival du Jamais Lu de 2016. Elle a finalement été publiée par Leméac dans la même année.

##### À la scène
Baby-Sitter a été créée par le Théâtre Catfight en 2017, en co-diffusion avec La Manufacture, mise en scène par Philippe Lambert à La Licorne.

##### Résumé
Après avoir tenu des propos sexistes dans une vidéo devenue virale, Cédric est analysé par sa copine et réprimandé par son frère qui le pousse à écrire des excuses. Chaque personnage se retrouve intrigué par la venue d'une baby-sitter s'occupant de la fille du couple.

## Influence et importance de ses œuvres

### Au théâtre

#### Voiture américaine
Avec sa première pièce, Catherine Léger gagne le Prix Gratien-Gélinas en 2006. Le Prix Gratien-Gélinas est le plus important décerné aux auteurs dramatiques francophones de la relève au Canada.

#### Opium_37
En 2013, une version anglaise de la pièce Opium_37 est publiée par Playwrights Canada Press, traduite par Leanna Brodie.

#### Baby-Sitter
En vue d'être présentée à Ada, en Ohio, à Berlin et à New York, la pièce a été traduite en anglais et en allemand.

## Engagements
Catherine Léger, dans l'ensemble de son œuvre théâtrale, est très concernée par la cause féminine. Par contre, l'auteure n'est pas à l'aise avec le fait qu'on la décrive comme étant une dramaturge féministe. Malgré cela, elle affirme que le fait que le masculin représente la norme, et que le féminin représente l'exception ne lui convient pas. Ces pièces comportent des sujets féministes, mais ne sont pas militantes, elles exposent des ambiguïtés par rapport à ce concept envers lequel elle estime n'avoir pas assez de connaissances et de certitudes pour en avoir le titre. En créant des personnages féminins excentriques et tordus, elle souhaitent libérer ces femmes qui, selon elle, existent dans leur imperfection.
L'auteure est aussi reconnue pour représenter le social.

## Œuvres

### Au théâtre
- Opium_37 , publiée en 2010[7]
- Princesses, publiée en 2011[40]
- J'ai perdu mon mari, publiée en 2015[29]
- Voiture américaine, publiée en 2015[32]
- Filles en liberté, publiée en 2017[43]
- Baby-Sitter, publiée en 2017[47]
  - (de) Babysitter. En: Neue französische Theaterstücke (= Scène, 20) Dir. Leyla-Claire Rabih, Frank Weigand. Theater der Zeit, Berlin 2017. Trad. Sonja Finck